# Музей духов

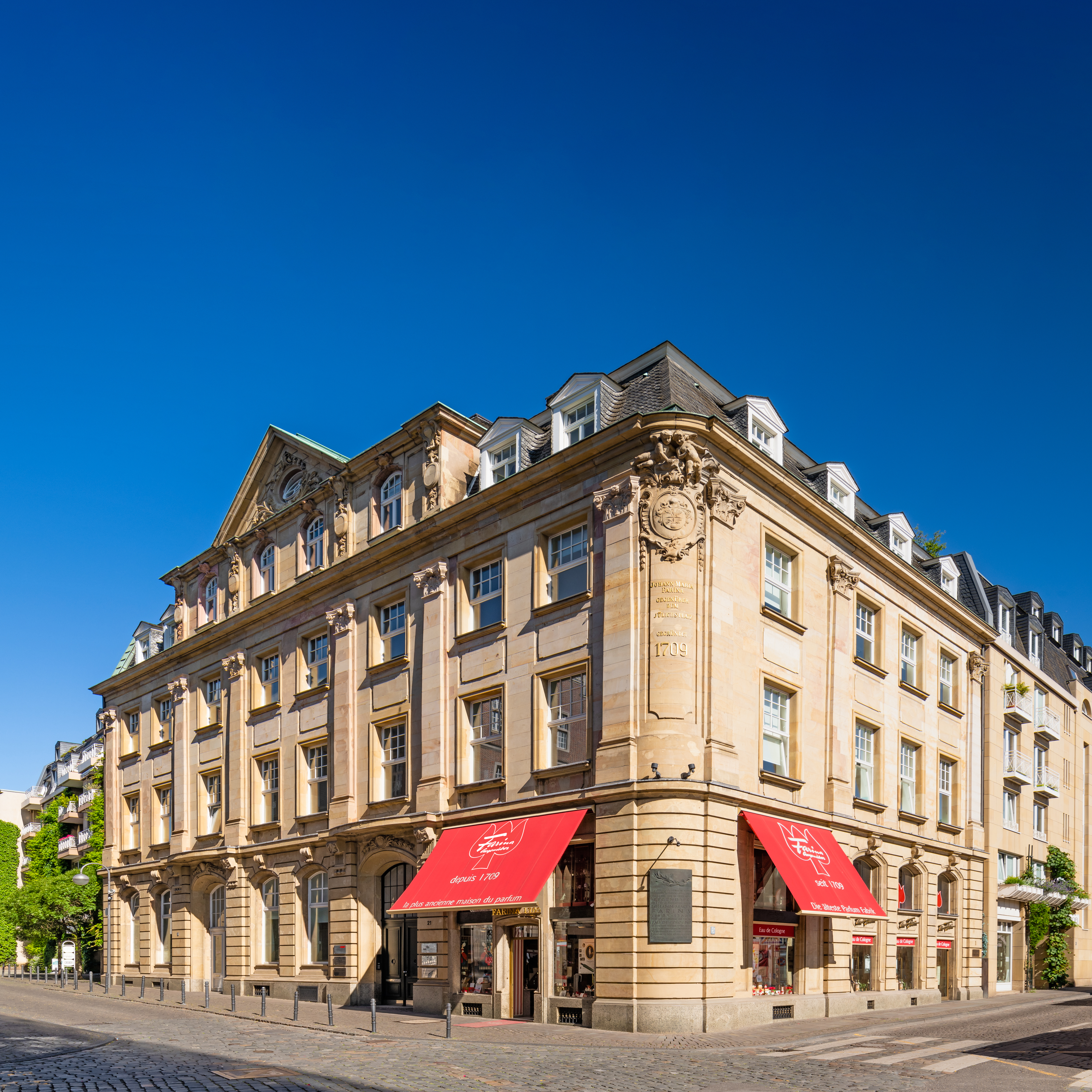
Музей духов в Доме Фарина

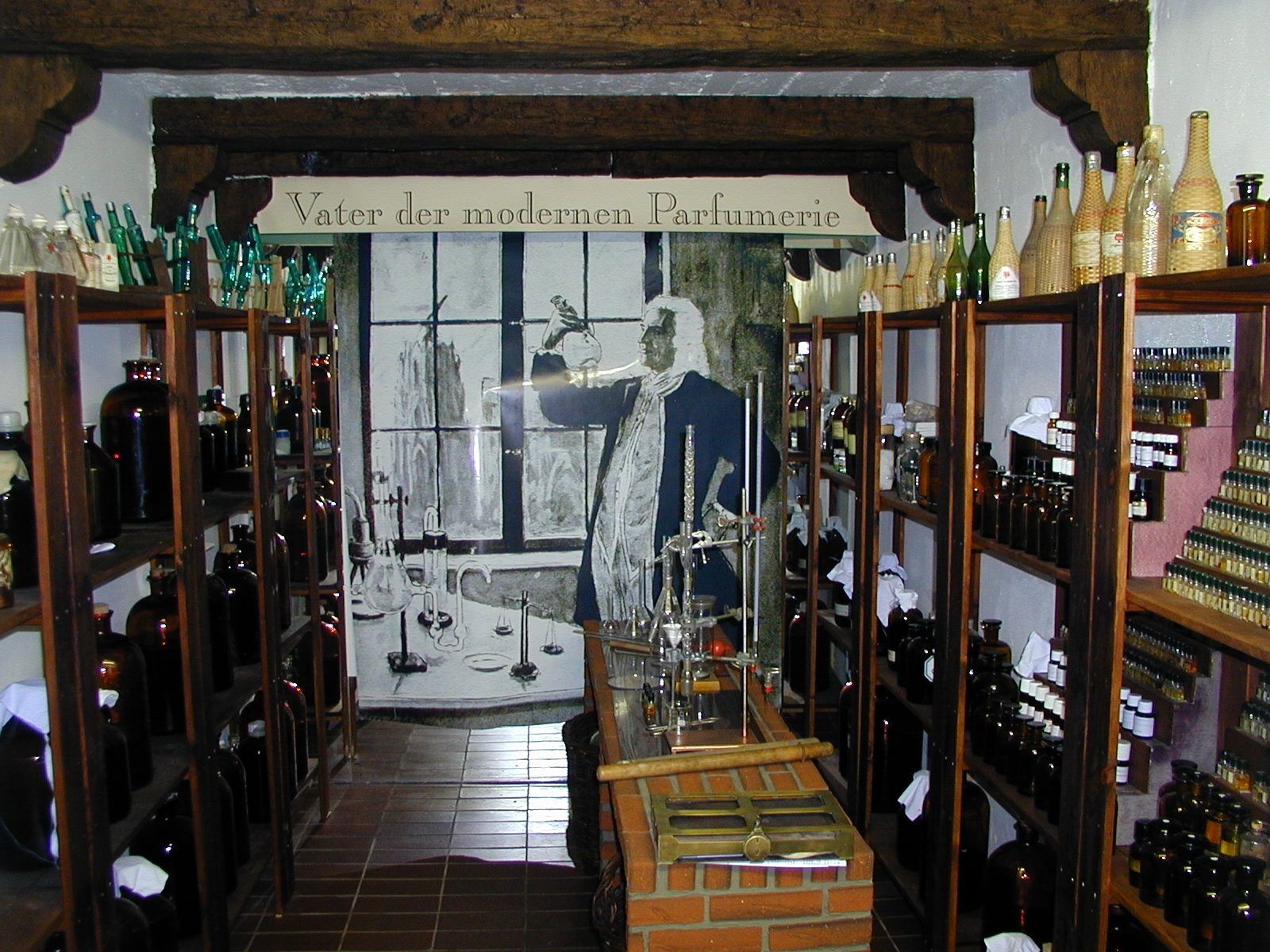
Под подвальными сводами музея

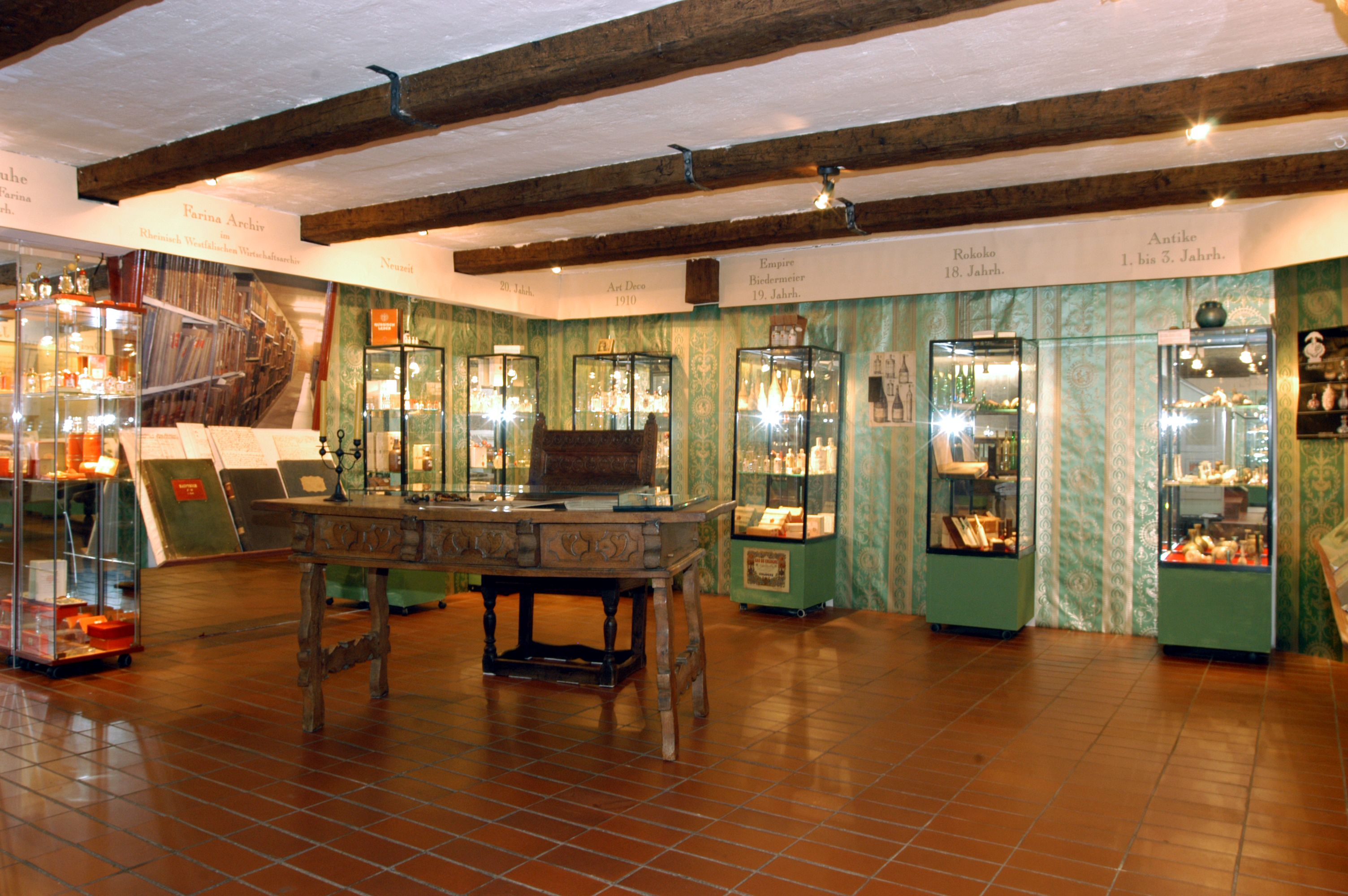
Витрины и стол 1723 года в подвале Музея Духов

Музей духо́в или иначе Дом Фарина расположен в центре города Кёльна напротив городской ратуши поблизости от музея Вальрафа-Рихарца. Является местом появления одеколона.
В 1709 году на улице Обенмарспфортен была основана старейшая существующая на данный момент парфюмерная фабрика в мире. С 1723 года здесь находится фирма Johann Maria Farina gegenüber dem Jülichs-Platz (в переводе с немецкого Йоганн Мария Фарина напротив площади Юлиха). На нескольких этажах музея наглядно представлена история Eau de Cologne и парфюмерного искусства. Методы применявшиеся в производстве Eau de Cologne с начала его создания. Например, дистилляционные аппараты — игравших одну из главных ролей в изготовлении духов того времени, развитые и усовершенствованные Фарина. Кроме того документы, фотографии и картины производства духов, большая коллекция флаконов изготовленных для Eau de Cologne
25 ноября 2006 года, в 240 день смерти Йогана Мария Фарина, Дом Фарина был награждён как «Избранное место» в проекте федерального президента «Германия страна идей».